# Horní Smržov
Obec Horní Smržov leží v okrese Blansko. Žije zde 132 obyvatel.
Ve vzdálenosti 7 km jižně leží město Letovice, 15 km jižně město Boskovice, 17 km severně město Moravská Třebová a 18 km severozápadně město Svitavy.

## Historie
První písemná zmínka o obci pochází z roku 1317. Několik století byla lénem olomouckého biskupství, od 16. století obec připadla do majetku svitavského panství. Místní obyvatelé se v minulosti živili především rolnictvím a tkalcovstvím.

## Galerie

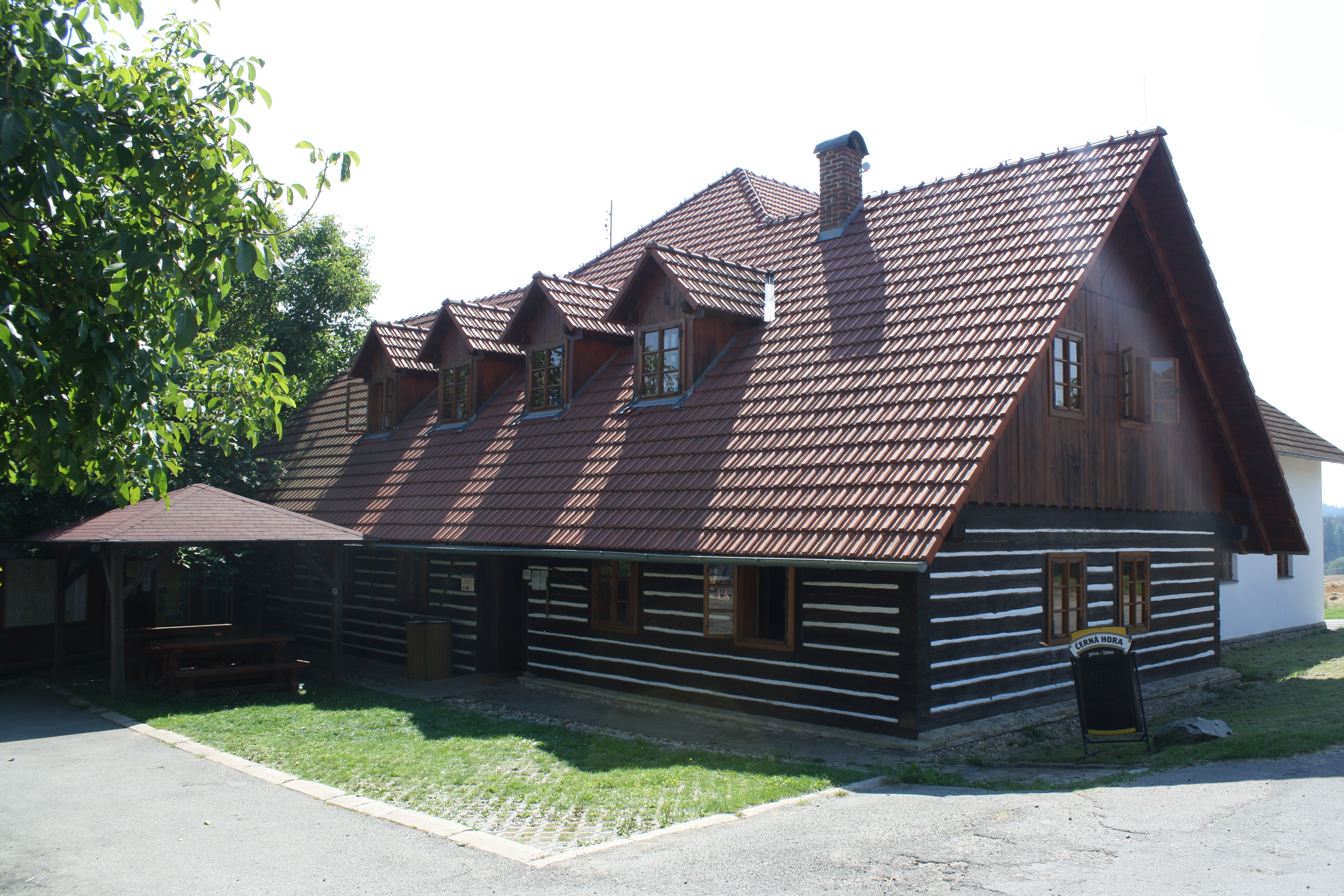
Muzeum
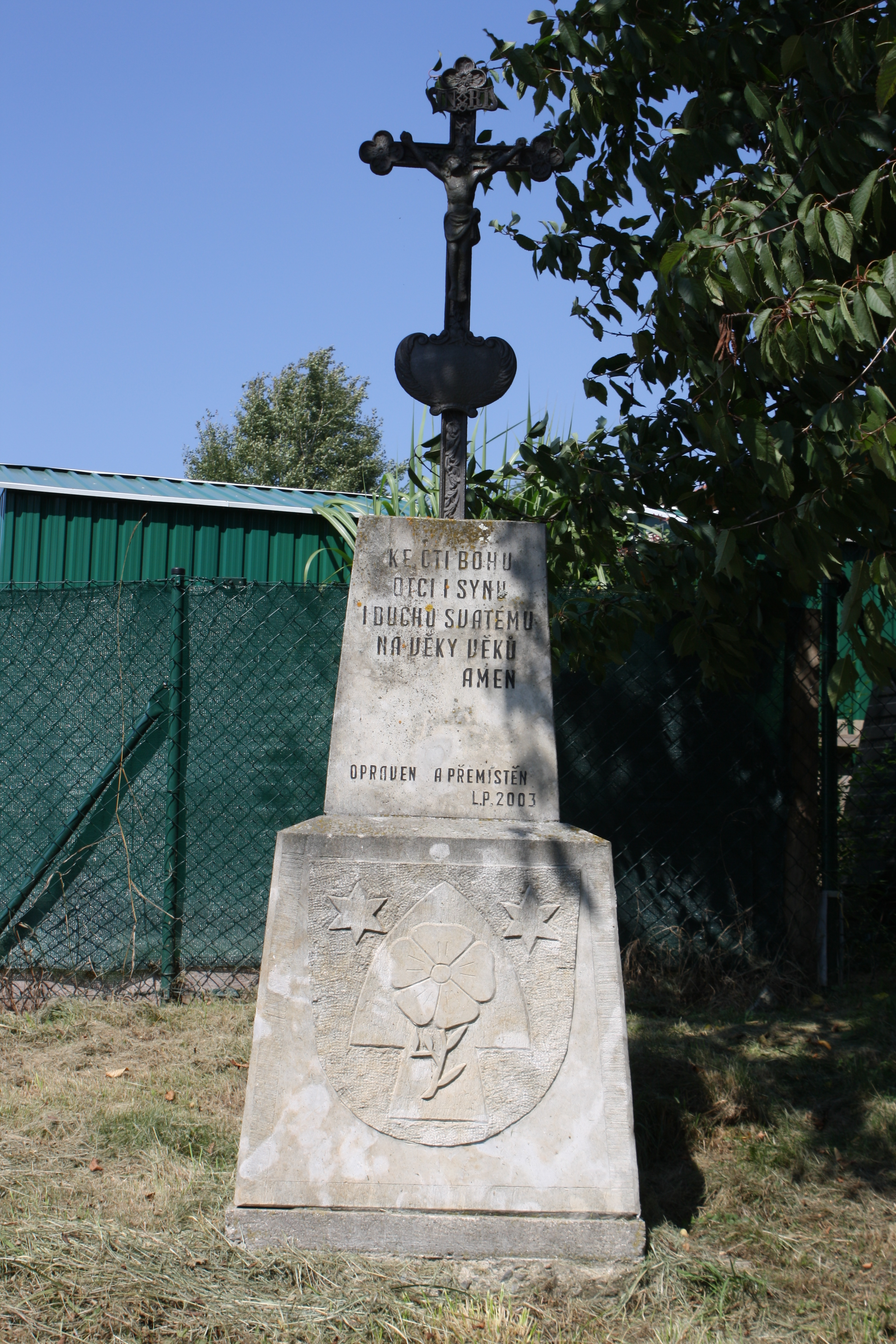
Kříž
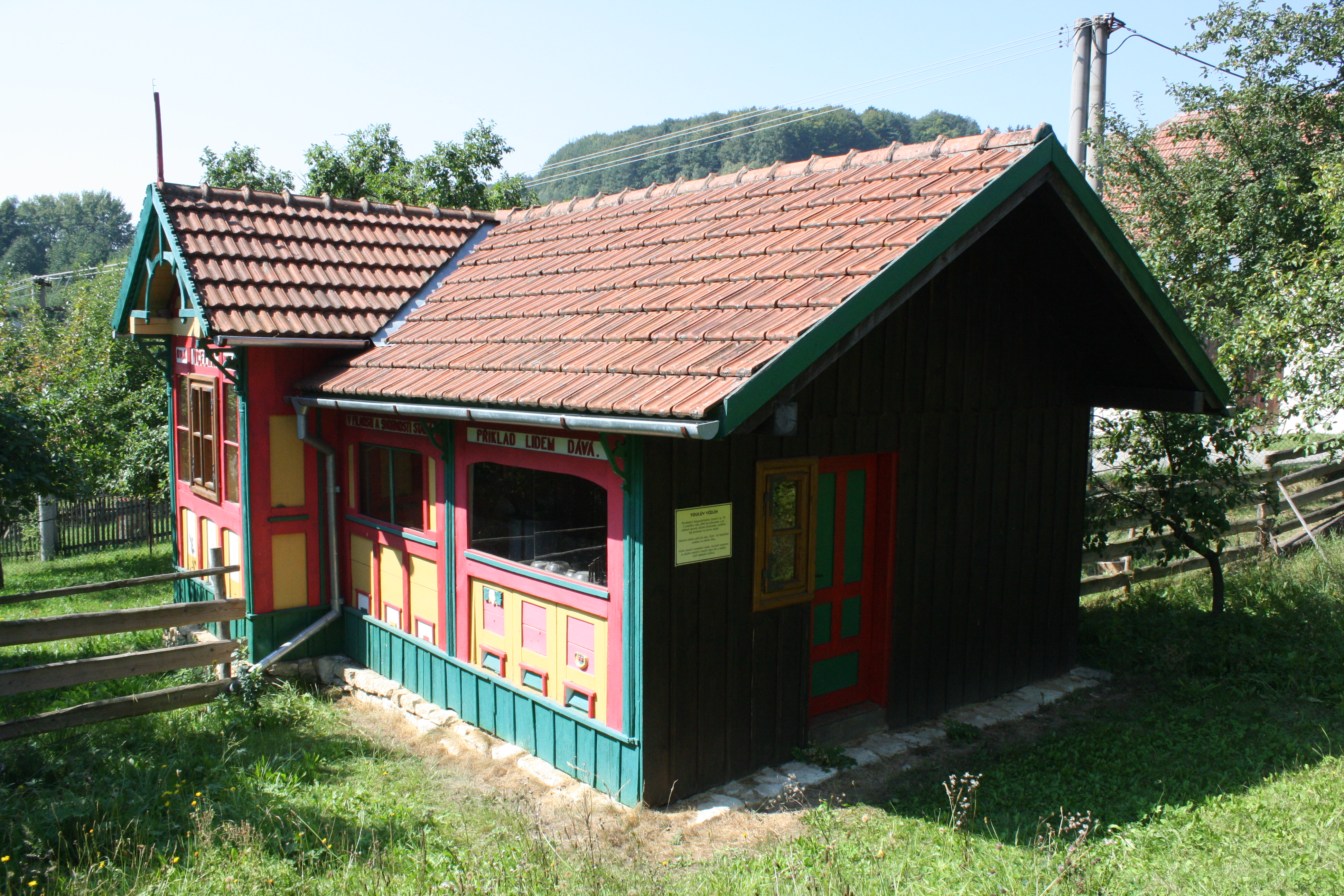
Toulův včelín